# Rain (canção de Soyou e Baekhyun)
"Rain" é uma canção interpretada pelos cantores sul-coreanos Soyou e Baekhyun. Foi lançada em 14 de fevereiro de 2017 pela Starship Entertainment.

## Antecedentes e lançamento
Em 6 de fevereiro de 2017, Soyou e Baekhyun foram anunciados para colaborar em um dueto intitulado "Rain". O dueto reflete os sentimentos melancólicos de nostalgia que acompanha a chuva depois que um relacionamento chega ao fim. A Starship Entertainment, agência da Soyou, lançou uma imagem teaser para o dueto juntamente de detalhes do título da música e a data de seu lançamento. Em 9 de fevereiro, um vídeo teaser dos dois artistas gravando a canção foi lançado. Em 14 de fevereiro, a música foi lançada digitalmente e atingiu a #1 posição em 8 gráficos digitais, alcançando um all-kill nas paradas de música sul-coreanas.

## Vídeo musical
O vídeo musical caracteriza uma menina do High School que lembra em um dia chuvoso por ela mesma ao escutar a música. Alcançou 1 milhão visualizações em menos de um dia de seu lançamento.

## Lista de faixas
| N.º            | Título          | Letras         | Música         | Arranjo          | Duração |  |
| 1.             | "Rain" (비가와) | Phat Music     | Phat Music     | Phat Music Score | 03:46   |  |
| Duração total: | Duração total:  | Duração total: | Duração total: | Duração total:   | 03:46   |  |

## Gráficos
| Gráfico (2016)                           | Melhores posições |
| ---------------------------------------- | ----------------- |
| South Korean Weekly Singles Chart (Gaon) | 2                 |

## Vendas
| Região             | Vendas   |
| ------------------ | -------- |
| Coreia do Sul (DL) | 407,747+ |